# 75. Międzynarodowy Festiwal Filmowy w Wenecji
75. Międzynarodowy Festiwal Filmowy w Wenecji odbył się w dniach 29 sierpnia – 8 września 2018 roku. Imprezę otworzył pokaz amerykańskiego filmu Pierwszy człowiek w reżyserii Damiena Chazelle’a. W konkursie głównym zaprezentowanych zostało 21 filmów pochodzących z 11 różnych krajów.
Jury pod przewodnictwem meksykańskiego reżysera Guillermo del Toro przyznało nagrodę główną festiwalu, Złotego Lwa, meksykańskiemu filmowi Roma w reżyserii Alfonso Cuaróna. Drugą nagrodę w konkursie głównym, Grand Prix Jury, przyznano brytyjskiemu filmowi Faworyta w reżyserii Yorgosa Lanthimosa.
Honorowego Złotego Lwa za całokształt twórczości odebrali kanadyjski reżyser David Cronenberg i brytyjska aktorka Vanessa Redgrave. Galę otwarcia i zamknięcia festiwalu prowadził włoski aktor Michele Riondino.

## Członkowie jury

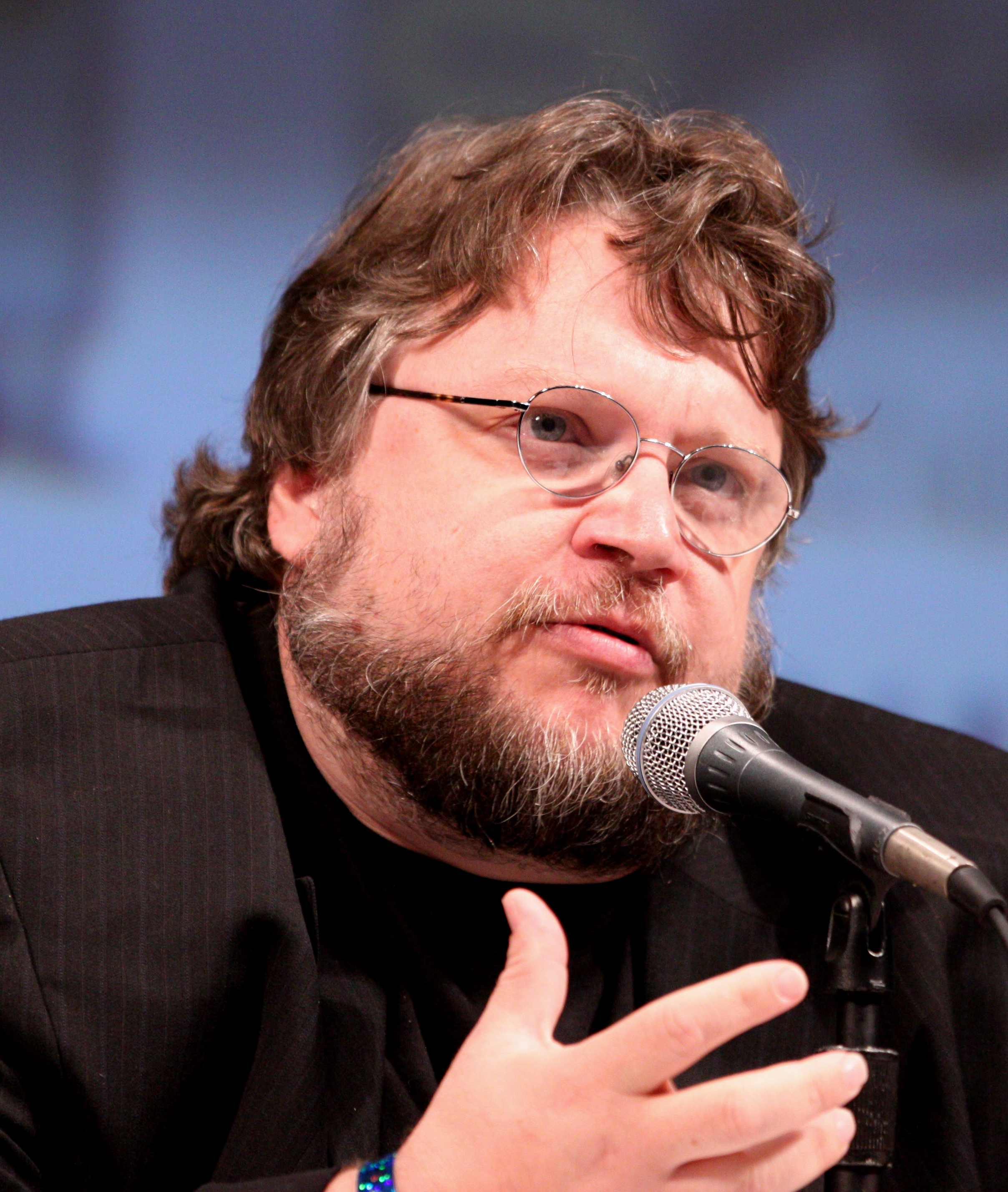
Przewodniczący jury konkursu głównego Guillermo del Toro.

### Konkurs główny
- Guillermo del Toro, meksykański reżyser − przewodniczący jury[6]
- Sylvia Chang, tajwańska aktorka i reżyserka
- Trine Dyrholm, duńska aktorka
- Nicole Garcia, francuska aktorka i reżyserka
- Paolo Genovese, włoski reżyser
- Małgorzata Szumowska, polska reżyserka
- Taika Waititi, nowozelandzki reżyser i aktor
- Christoph Waltz, austriacki aktor
- Naomi Watts, brytyjska aktorka

### Sekcja "Horyzonty"
- Athina Rachel Tsangari, grecka reżyserka − przewodnicząca jury
- Michael Almereyda, amerykański reżyser
- Frédéric Bonnaud, francuski dziennikarz i dyrektor Cinémathèque Française
- Mohamed Hefzy, egipski producent filmowy
- Alison Maclean, kanadyjska reżyserka
- Andrea Pallaoro, włoski reżyser

### Nagroda im. Luigiego De Laurentiisa
- Ramin Bahrani, amerykański reżyser − przewodniczący jury
- Kaouther Ben Hania, tunezyjska reżyserka
- Carolina Crescentini, włoska aktorka
- Hayashi Kanako, dyrektorka festiwalu Tokyo FILMeX
- Gastón Solnicki, argentyński reżyser

## Selekcja oficjalna

### Otwarcie i zamknięcie festiwalu
|             | Tytuł             | Reżyseria       | Kraj produkcji    |
| ----------- | ----------------- | --------------- | ----------------- |
| Otwierający | Pierwszy człowiek | Damien Chazelle | Stany Zjednoczone |
| Zamykający  | Desperat          | Nick Hamm       | Stany Zjednoczone |

### Konkurs główny
Następujące filmy zostały wyselekcjonowane do udziału w konkursie głównym o Złotego Lwa:
| Tytuł polski                          | Tytuł oryginalny                            | Reżyseria                        | Kraj produkcji    |
| ------------------------------------- | ------------------------------------------- | -------------------------------- | ----------------- |
| 22 lipca                              | 22 July                                     | Paul Greengrass                  | Norwegia          |
| Oskarżona                             | Acusada                                     | Gonzalo Tobal                    | Argentyna         |
| Van Gogh. U bram wieczności           | At Eternity's Gate                          | Julian Schnabel                  | Stany Zjednoczone |
| Ballada o Busterze Scruggsie          | The Ballad of Buster Scruggs                | Joel i Ethan Coenowie            | Stany Zjednoczone |
| Capri-Revolution                      | Capri-Revolution                            | Mario Martone                    | Włochy            |
| Podwójne życie                        | Doubles vies                                | Olivier Assayas                  | Francja           |
| Faworyta                              | The Favourite                               | Yorgos Lanthimos                 | Wielka Brytania   |
| Pierwszy człowiek                     | First Man                                   | Damien Chazelle                  | Stany Zjednoczone |
| Bliscy wrogowie                       | Frères ennemis                              | David Oelhoffen                  | Francja           |
| Bracia Sisters                        | Les frères Sisters                          | Jacques Audiard                  | Francja           |
| Góra                                  | The Mountain                                | Rick Alverson                    | Stany Zjednoczone |
| Schyłek dnia                          | Napszállta                                  | László Nemes                     | Węgry             |
| Słowik                                | The Nightingale                             | Jennifer Kent                    | Australia         |
| Nasz czas                             | Nuestro tiempo                              | Carlos Reygadas                  | Meksyk            |
| Peterloo                              | Peterloo                                    | Mike Leigh                       | Wielka Brytania   |
| Roma                                  | Roma                                        | Alfonso Cuarón                   | Meksyk            |
| Suspiria                              | Suspiria                                    | Luca Guadagnino                  | Włochy            |
| Vox Lux                               | Vox Lux                                     | Brady Corbet                     | Stany Zjednoczone |
| Obrazy bez autora                     | Werk ohne Autor                             | Florian Henckel von Donnersmarck | Niemcy            |
| Co zrobisz, gdy świat stanie w ogniu? | What You Gonna Do When the World's on Fire? | Roberto Minervini                | Włochy            |
| Mord                                  | 斬 Zan                                      | Shinya Tsukamoto                 | Japonia           |

### Pokazy pozakonkursowe
Następujące filmy zostały wyświetlone na festiwalu w ramach pokazów pozakonkursowych i specjalnych:

#### Filmy fabularne
| Tytuł polski                                    | Tytuł oryginalny                | Reżyseria              | Kraj produkcji    |
| ----------------------------------------------- | ------------------------------- | ---------------------- | ----------------- |
| Genialna przyjaciółka (miniserial, odcinki 1-2) | L'amica geniale                 | Saverio Costanzo       | Włochy            |
| Krew na betonie                                 | Dragged Across Concrete         | S. Craig Zahler        | Stany Zjednoczone |
| Desperat                                        | Driven                          | Nick Hamm              | Stany Zjednoczone |
| Letni domek                                     | Les estivants                   | Valeria Bruni Tedeschi | Francja           |
| Moje arcydzieło                                 | Mi obra maestra                 | Gastón Duprat          | Argentyna         |
| Druga strona wiatru                             | The Other Side of the Wind      | Orson Welles           | Stany Zjednoczone |
| Naród i jego król                               | Un peuple et son roi            | Pierre Schoeller       | Francja           |
| Bezruch                                         | La quietud                      | Pablo Trapero          | Argentyna         |
| Narodziny gwiazdy                               | A Star Is Born                  | Bradley Cooper         | Stany Zjednoczone |
| Una storia senza nome                           | Una storia senza nome           | Roberto Andò           | Włochy            |
| Tramwaj w Jerozolimie                           | רכבת קלה Un Tramway à Jérusalem | Amos Gitai             | Izrael            |
| Cień                                            | 影 Ying                         | Zhang Yimou            | Chiny             |

#### Filmy dokumentalne
| Tytuł polski                                        | Tytuł oryginalny                             | Reżyseria                             | Kraj produkcji    |
| --------------------------------------------------- | -------------------------------------------- | ------------------------------------- | ----------------- |
| 1938 - Diversi                                      | 1938 – Diversi                               | Giorgio Treves                        | Włochy            |
| American Dharma                                     | American Dharma                              | Errol Morris                          | Stany Zjednoczone |
| Akwarela                                            | Aquarela                                     | Wiktor Kossakowski                    | Wielka Brytania   |
| Gitary z Carmine Street                             | Carmine Street Guitars                       | Ron Mann                              | Kanada            |
| I diari di Angela - Noi due cineasti                | I diari di Angela – Noi due cineasti         | Yervant Gianikian                     | Włochy            |
| El Pepe: Wyjątkowe życie                            | El Pepe, una vida suprema                    | Emir Kusturica                        | Urugwaj           |
| Wprowadzenie do ciemności                           | Introduzione all'oscuro                      | Gastón Solnicki                       | Austria           |
| ISIS jutra. Zagubione dusze Mosulu                  | ISIS, Tomorrow. The Lost Souls of Mosul      | Francesca Mannocchi i Alessio Romenzi | Włochy            |
| A Letter to a Friend in Gaza (film krótkometrażowy) | מכתב לידיד בעזה A Letter to a Friend in Gaza | Amos Gitai                            | Izrael            |
| Monrovia, Indiana                                   | Monrovia, Indiana                            | Frederick Wiseman                     | Stany Zjednoczone |
| Twoja twarz                                         | 你的臉 Ni de lian                            | Tsai Ming-liang                       | Tajwan            |
| Proces                                              | Process                                      | Siergiej Łoźnica                      | Holandia          |
| Pokochają mnie, gdy będę martwy                     | They'll Love Me When I'm Dead                | Morgan Neville                        | Stany Zjednoczone |

### Sekcja "Horyzonty"
Następujące filmy zostały wyświetlone na festiwalu w ramach sekcji "Horyzonty":
| Tytuł polski                         | Tytuł oryginalny                                              | Reżyseria                            | Kraj produkcji    |
| ------------------------------------ | ------------------------------------------------------------- | ------------------------------------ | ----------------- |
| Na zawsze razem                      | Amanda                                                        | Mikhaël Hers                         | Francja           |
| Obwieszczenie                        | Anons                                                         | Mahmut Fazil Coşkun                  | Turcja            |
| Charlie mówi                         | Charlie Says                                                  | Mary Harron                          | Stany Zjednoczone |
| Człowiek, który wszystkich zaskoczył | Человек, который удивил всех Czełowiek, kotoryj udiwił wsjech | Aleksiej Czupow i Natasza Mierkułowa | Rosja             |
| Niewidoczni                          | Deslembro                                                     | Flávia Castro                        | Brazylia          |
| Food truck                           | L'Enkas                                                       | Sarah Marx                           | Francja           |
| Trylogia o miłości: Obnażeni         | עירום Erom                                                    | Yaron Shani                          | Izrael            |
| Nagle, niespodziewanie               | Un giorno all'improvviso                                      | Ciro D'Emilio                        | Włochy            |
| Hamchenan ke mimordam                | همچنان که می‌مردم Hamchenan ke mimordam                        | Mostafa Sayari                       | Iran              |
| Diabeł morski                        | กระเบนราหู Kraben rahu                                         | Phuttiphong Aroonpheng               | Tajlandia         |
| Wspomnienia mojego ciała             | Kucumbu Tubuh Indahku                                         | Garin Nugroho                        | Indonezja         |
| Noc przez dwanaście lat              | La noche de 12 años                                           | Álvaro Brechner                      | Urugwaj           |
| Rzeka                                | Өзен Ozen                                                     | Emir Baigazin                        | Kazachstan        |
| Przepowiednia pancernika             | La profezia dell'armadillo                                    | Emanuele Scaringi                    | Włochy            |
| Soni                                 | सोनी Soni                                                       | Ivan Ayr                             | Indie             |
| Sześć dni z życia                    | Sulla mia pelle                                               | Alessio Cremonini                    | Włochy            |
| Tel Awiw w ogniu                     | תל אביב על האש Tel Aviv on Fire                               | Sameh Zoabi                          | Izrael            |
| Dzień, w którym zgubiłam swój cień   | يوم أضعت ظلي Yom adaatou zouli                                | Soudade Kaadan                       | Syria             |
| Jinpa                                | ལག་དམར་ Zhuang si le yi zhi yang                              | Pema Tseden                          | Chiny             |

## Laureaci nagród

### Konkurs główny
Złoty Lew
- Roma, reż. Alfonso Cuarón

Wielka Nagroda Jury
- Faworyta, reż. Yorgos Lanthimos

Srebrny Lew dla najlepszego reżysera
- Jacques Audiard − Bracia Sisters

Nagroda Specjalna Jury
- Słowik, reż. Jennifer Kent

Puchar Volpiego dla najlepszej aktorki
- Olivia Colman − Faworyta

Puchar Volpiego dla najlepszego aktora
- Willem Dafoe − Van Gogh. U bram wieczności

Złota Osella za najlepszy scenariusz
- Joel i Ethan Coenowie − Ballada o Busterze Scruggsie

Nagroda im. Marcello Mastroianniego dla początkującego aktora lub aktorki
- Baykali Ganambarr − Słowik

### Sekcja "Horyzonty"
Nagroda Główna
- Diabeł morski, reż. Phuttiphong Aroonpheng

Nagroda Specjalna Jury
- Obwieszczenie, reż. Mahmut Fazil Coşkun

Nagroda za najlepszą reżyserię
- Emir Baigazin − Rzeka

Nagroda za najlepszą rolę żeńską
- Natalia Kudriaszowa − Człowiek, który wszystkich zaskoczył

Nagroda za najlepszą rolę męską
- Kais Nashef − Tel Awiw w ogniu

Nagroda za najlepszy scenariusz
- Pema Tseden − Jinpa

Nagroda za najlepszy film krótkometrażowy
- Kado, reż. Aditya Ahmad

### Wybrane pozostałe nagrody
Nagroda im. Luigiego De Laurentiisa za najlepszy debiut reżyserski
- Dzień, w którym zgubiłam swój cień, reż. Soudade Kaadan

Nagroda Publiczności w sekcji "Międzynarodowy Tydzień Krytyki"
- Still Recording, reż. Saeed Al Batal i Ghiath Ayoub

Nagroda za reżyserię w sekcji "Venice Days"
- Kochać naprawdę, reż. Claire Burger

Nagroda Label Europa Cinemas dla najlepszego filmu europejskiego
- Joy, reż. Sudabeh Mortezai

Nagroda sekcji "Venice Classics" za najlepiej odrestaurowany film
- Noc świętego Wawrzyńca, reż. Paolo i Vittorio Taviani

Nagroda sekcji "Venice Classics" za najlepszy film dokumentalny o tematyce filmowej
- Niepowtarzalny Buster Keaton, reż. Peter Bogdanovich

Nagroda FIPRESCI
- Konkurs główny:  Schyłek dnia, reż. László Nemes
- Sekcje paralelne:  Still Recording, reż. Saeed Al Batal i Ghiath Ayoub

Nagroda im. Francesco Pasinettiego (SNGCI – Narodowego Stowarzyszenia Włoskich Krytyków Filmowych)
- Najlepszy włoski film:  Capri-Revolution, reż. Mario Martone
- Nagroda specjalna dla filmu i aktorów:  Sześć dni z życia, reż. Alessio Cremonini − Alessandro Borghi i Jasmine Trinca

Nagroda SIGNIS (Międzynarodowej Organizacji Mediów Katolickich)
- Roma, reż. Alfonso Cuarón
  - Wyróżnienie Specjalne:  22 lipca, reż. Paul Greengrass

Queerowy Lew dla najlepszego filmu o tematyce LGBT
- José, reż. Li Cheng

Nagroda UNICEF-u
- Co zrobisz, gdy świat stanie w ogniu?, reż. Roberto Minervini

Nagroda UNESCO
- El Pepe: Wyjątkowe życie, reż. Emir Kusturica

Honorowy Złoty Lew za całokształt twórczości
- David Cronenberg
- Vanessa Redgrave